# Alois Bucher
Alois Bucher (* 19. Dezember 1860 in Buochs; † 30. Juli 1941 in Stans, heimatberechtigt in Buochs) war ein Schweizer Bankier und katholisch-konservativer Politiker.

## Leben
Alois Bucher wurde am 19. Dezember 1860 in Buochs als Sohn des Landwirts und  Regierungsrats Peter Bucher geboren. Nach dem Besuch der Grundschule war Bucher zunächst auf dem väterlichen Bauernhof beschäftigt, bevor er als Gehilfe in die Kantonale Spar- und Leihkasse Nidwalden eintrat.
1890 übernahm Alois Bucher die Leitung der in Nidwaldner Kantonalbank umbenannten Bank. Unter Buchers Ägide entwickelte sich die Nidwaldner Kantonalbank vom „Hinterzimmer-Institut“ zum führenden Bankunternehmen in Nidwalden mit entsprechend dominantem Verwaltungsbau am Stanser Dorfplatz.
Alois Bucher heiratete im Jahr 1884 Marie, die Tochter des Kaspar Josef Alois Wyrsch. Er verstarb am 30. Juli 1941 in seinem 81. Lebensjahr in Stans.

## Politische Ämter
Alois Bucher, Mitglied der Katholisch-Konservativen Partei, wurde im Jahr 1901 in den Regierungsrat des Kantons Nidwalden gewählt, dem er bis 1910 angehörte. In weiterer Folge bekleidete er in den Jahren 1917 bis 1919 das Amt des Landratspräsidenten.